# Nederlandse Top 40
De Nederlandse Top 40 is een Nederlandse wekelijkse hitlijst die door de zeezender Radio Veronica werd geïntroduceerd. Op zaterdag 2 januari 1965 verscheen de eerste Top 40; I Feel Fine van de Beatles stond toen op nummer één. Het programma over de actuele lijst wordt sinds vrijdag 4 januari 2019 uitgezonden door de Nederlandse commerciële radiozender Qmusic.

## Geschiedenis
De Top 40 was niet de eerste Nederlandse hitparade. Al lang voor 1965 stelden diverse instanties hitlijsten samen, waaronder het blad Elsevier en het radioprogramma Tijd voor Teenagers. Sommige van die lijsten werden niet altijd wekelijks samengesteld: de hitparade van Elsevier verscheen bijvoorbeeld maandelijks. En op de radio presenteerde Pete Felleman al in 1949 een hitparade.
Joost den Draaijer was de initiatiefnemer van de Top 40 in Nederland. In november 1964 was hij op studiereis in de Verenigde Staten. Hij kwam terug met een idee: volgens hem had Radio Veronica een eigen hitparade nodig. Hij wist de directie van de zeezender te overtuigen met deze hitlijst te beginnen.
Met ingang van 2 januari 1965 was deze lijst iedere zaterdagmiddag tussen 14.00 en 16.00 uur te beluisteren via Radio Veronica. Den Draaijer was ook de eerste presentator van deze hitparade, die in gedrukte vorm verscheen vanaf 9 januari 1965.
De Top 40 heette in het begin nog "Nederlandse Hitparade", dat op 21 mei 1966 werd omgedoopt in "Veronica Top-40". De uitzending van deze wekelijkse lijst met de 40 populairste platen van Nederland groeide in de loop der jaren uit tot (een onderdeel van) "De nationale zaterdagmiddaggebeurtenis", waarvan ook de Tipparade met de Alarmschijf deel uitmaakten. Het programma bleek zó succesvol, dat op de op maandag 11 oktober 1965 opgerichte publieke concurrent Hilversum 3, de VPRO in 1967 een eigen top 20 begon die uitgroeide tot de Hilversum 3 Top 30, later Daverende Dertig, Nationale Hitparade en Mega Top 50 (van 1997 tot 2002 ook onder de naam Mega Top 100).
De laatste vanaf de zeezender Radio Veronica uitgezonden Veronica Top 40 ging de ether in op zaterdagmiddag 31 augustus 1974, "the day the music died" (de dag dat de muziek stierf), toen de zeezenders moesten stoppen met hun uitzendingen. De exploitatie van de Top 40 werd daarop overgenomen door de op 7 september 1974 opgerichte Stichting Nederlandse Top 40, opgericht door Lex Harding en Rob Out. Op de vier zaterdagmiddagen van september 1974 en ook op zaterdagmiddag 5 en 12 oktober 1974 werd de Top 40 uitgezonden op de zeezender Radio Mi Amigo (dat was doorgegaan met uitzenden, hierbij de "anti-Veronicawetten" negerende) met presentatie door Frans van der Drift. Daarna, vanaf donderdag 3 oktober 1974, nam de TROS de uitzendingen van de Tipparade (van 14:00 tot 16:00 uur) en de Top 40 (van 16:00 tot 18:00 uur) over (met dj's Hugo van Gelderen en Ferry Maat). De TROS haalde de tiplijst, de hitlijst en de hittip Alarmschijf als A-omroep naar Hilversum 3, met tussen 3 oktober 1974 en 20 mei 1976 mega-luistercijfers voor de Tipparade en vanaf dan de Nederlandse Top 40 tijdens "De nationale donderdagmiddaggebeurtenis" op Hilversum 3.
Volgens een podcast-interview dat oud-TROS-dj Ferry Maat op 27 februari 2018 gaf aan eveneens oud-TROS-dj Patrick Kicken voor het platform Spreekbuis, luisterden tussen 3 oktober 1974 en 20 mei 1976 op de TROS donderdag zo een 3,5 tot 4 miljoen luisteraars naar de Nederlandse Top 40 op Hilversum 3 en heeft daarmee (samen met een uitzending van de Nationale Hitparade in 1977 door de NOS) het absolute luistercijfer record op de Nederlandse radio in handen.
Vanaf zaterdag 3 januari 1976 werd de Top 40 als herhaling nogmaals uitgezonden via Hilversum 2, waarbij het laatste uur ook op de FM was te ontvangen (omdat de FM-zender Hilversum 4 vanaf dat tijdstip ophield met uitzenden, werd vanaf dat tijdstip deze zender gekoppeld aan de zender van Hilversum 2).
Als aspirant-omroep (sinds 1 januari 1976) kreeg Veronica (in de vorm van de VOO) de Tipparade, de Nederlandse Top 40 en de Alarmschijf op Hemelvaartsdag 27 mei 1976 weer terug van de TROS (de TROS ging vanaf deze datum de zeer goed beluisterde en populaire TROS Europarade en de Polderpopparade op de donderdagmiddag uitzenden). Vanaf dan werd de Top 40, beginnende op 28 mei 1976, iedere vrijdagavond (in een tijdsbestek van slechts één uur en in een overzicht) uitgezonden door Veronica op Hilversum 3 (tegenwoordig NPO 3FM geheten) en gepresenteerd door Lex Harding. Nadat Veronica in oktober 1978 de C-status had bereikt, verschoof de Top 40-uitzending vanaf 6 april 1979 naar de vrijdagmiddag en was er meer tijd voor beschikbaar, nu van 15:30 tot 18:00 uur, met van 14:00 tot 15:20 uur de Tipparade met Bart van Leeuwen. Bij het bereiken van de B-status in mei 1982 werd vanaf 8 oktober 1982 de volledige Nederlandse Top 40 nu op vrijdagmiddag tussen 15:00 en 18:00 uur uitgezonden op Hilversum 3, gepresenteerd door Lex Harding, voorafgaand vanaf 13:00 uur door de Tipparade met Bart van Leeuwen. Dit zou ook zo blijven tot 1 december 1985, toen in Hilversum de zenderprofilering en herindeling/schema's van de publieke radiozenders werd ingevoerd en de naam van de nationale publieke popzender werd veranderd in Radio 3. Veronica kreeg door het bereiken van de A-status vanaf 6 december 1985 de Volle Vrijdag op Radio 3 toebedeeld. 
Vanaf vrijdag 6 april 1979 tot en met de laatste uitzending op Radio 3 op zaterdag 18 december 1993 behoorde de Nederlandse Top 40, in Veronica-zendtijd bij de publieke omroep, steevast tot de best beluisterde programma's op de Nederlandse radio met gemiddeld 3 miljoen luisteraars.
Lex Harding zou de Nederlandse Top 40 op Radio 3 nog blijven presenteren tot en met vrijdag 12 mei 1989 (zijn laatste uitzending presenteerde Harding via een satelietverbinding met Hilversum vanuit zijn villa op Curaçao). Vanaf de week erna nam Erik de Zwart de presentatie van de hitlijst over. Hij zou dat doen tot de laatste Volle Vrijdag op Radio 3 werd uitgezonden op 2 oktober 1992. Door het invoeren van de nieuwe horizontale programmering op het vanaf dan eveneens vernieuwde Radio 3 verhuisde de vaste uitzenddag van Veronica per 10 oktober 1992 naar de zaterdag, waar de Top 40 nu tussen 14:00 en 17:00 uur werd uitgezonden. Omdat Erik de Zwart na het presenteren van zijn laatste uitzendingen op zaterdag 31 oktober 1992 met een groot deel van het Veronica Radio 3 dj-team vertrok naar het net opgerichte Radio 538, nam per zaterdag 7 november 1992 Gijs Staverman de presentatie van de Nederlandse Top 40 op Radio 3 over. Hij zou de hitlijst tot en met zaterdag 18 december 1993 presenteren.
Op 2 juli 1977 bestond de Top 40 12½ jaar en ter gelegenheid van dit jubileum werd door Hans van Hemert de studiogroep Veronica Unlimited bij elkaar gebracht die met het nummer What kind of dance is this de tweede positie bereikte. In 1983 was Blue Monday van New Order de eerste plaat die alleen als 12-inch de Nederlandse Top 40 behaalde.
Op vrijdag 13 april 1984 werd de duizendste Top 40 uitgezonden op Hilversum 3. In deze extra lange jubileum uitzending van 13:00 tot 18:00 uur waren diverse dj's die de hitlijst ooit presenteerden te gast, te weten Joost den Draaijer, Lex Harding, Bart van Leeuwen, Ferry Maat en toentertijd invaller Erik de Zwart.
In januari 1993 besloten de publieke omroepen op Radio 3 nog maar één hitlijst uit te gaan zenden, om een einde te maken aan de veelheid aan hitlijsten op die zender. De lijst die overbleef was de Mega Top 50 (tegenwoordig 3FM Mega Top 30), (aanvankelijk vanaf zondag 7 februari 1993 als Top 50,  vanaf 6 maart 1993 hernoemd naar Mega Top 50) uitgezonden door de TROS op de zondagmiddag tussen 15:00 en 19:00 uur en gepresenteerd door Daniël Dekker en Martijn Krabbé, vanaf zaterdag 1 januari 1994 door Veronica, in samenwerking met TROS Radio 3 en gepresenteerd door Gijs Staverman en met als eindredacteur TROS-dj Daniel Dekker, nu uitgezonden tussen 14:00 en 17:00 uur. De Top 40 verhuisde per vrijdag 18 juni 1993 naar Radio 538, waar de hitlijst t/m 28 december 2018 werd uitgezonden.
Op zaterdag 11 december 1993 presenteerde Gijs Staverman voor de laatste maal (uit vrije wil) de Nederlandse Top 40 bij Veronica op de frequenties van Radio 3. De Nederlandse Top 40 was inmiddels sinds vrijdag 18 juni 1993 ook te horen op Radio 538. Radio 3 vond dit belachelijk en wilde daarom stoppen met de uitzending. De Stichting Nederlandse Top 40 diende echter een kort geding hier tegen in wegens contractbreuk. De rechter gaf de stichting gelijk en daarom moest op zaterdag 18 december 1993 nog een Top 40 uitgezonden worden door Radio 3. Ook in deze laatste uitzending was Staverman de presentator.
Tot slot was de lijst ook nog korte tijd te horen geweest op Happy RTL-radio met presentator Bart van Leeuwen.
Op televisie was de Top 40 vanaf zaterdag 9 april 1988 te zien bij het publieke Veronica, waar het programma achtereenvolgens werd gepresenteerd door Jeroen van Inkel, Erik de Zwart en Gijs Staverman. Vanaf oktober 1993 verhuisde de tv-versie naar het toen net gestarte commerciële RTL 5, waar Tim Immers en Annette Barlo de lijst presenteerden. In januari 1996 verhuisde de lijst naar SBS6 voor de tv-uitzendingen (gepresenteerd door Bart Ettekoven en later door Jeroen Nieuwenhuize). Vanaf 1999 was de Top 40 te zien op TMF (met in 2003 een korte uitstap naar MTV), waar achtereenvolgens Erik de Zwart en Jeroen Nieuwenhuize de lijst presenteerden. Later in 2013 keerde de lijst terug op televisie, maar dan op 538 TV met Jeroen Nieuwenhuize als presentator.
Op 22 juni 2018 stopte Nieuwenhuize na twaalf jaar met het presenteren van de radio-uitzending van de Top 40, om te worden opgevolgd door Ivo van Breukelen.
Op 24 september 2018 maakte Talpa Radio bekend dat de Top 40 vanaf november 2018 niet meer op Radio 538 zou worden uitgezonden, vanwege mislukte gesprekken met de Stichting Nederlandse Top 40. De Stichting Nederlandse Top 40 spande vervolgens een rechtszaak aan en dwong Radio 538 om de lijst tot het einde van het jaar 2018 uit te zenden. De Stichting Nederlandse Top 40 won deze rechtszaak. Op vrijdag 28 december 2018 was de laatste Top 40 te horen op Radio 538. Sinds 4 januari 2019 is de lijst te horen op Qmusic.
Op vrijdag 13 januari 2023 werd de drieduizendste Top 40 uitgezonden op Qmusic.

## Naamgeving
De Top 40 startte op 2 januari 1965 als "Nederlandse Hitparade". Na één jaar werd de lijst omgedoopt tot Veronica Top 40. Toen Radio Veronica op 31 augustus 1974 zijn uitzendingen vanaf zee moest staken, ging de lijst vanaf donderdag 3 oktober 1974 in TROS-zendtijd op Hilversum 3 verder onder de naam Nederlandse Top 40. Dit zou ook zo blijven vanaf 28 mei 1976, toen Veronica als publieke omroep de hitlijst weer zelf ging uitzenden op Hilversum 3 en vanaf 6 december 1985 op vanaf dan Radio 3.
Vanwege sponsoring heeft de hitlijst ook wel bekendgestaan als de Rabo Top 40 (1993-2000), Wanadoo Top 40 (2001-2003) en Media Markt Top 40 (2011-2018).
Vanaf vrijdag 4 januari 2019 heet de hitlijst weer Nederlandse Top 40.

## Samenstelling
Van september 1974 tot eind 2006 was de samenstelling van de Top 40 in handen van de Stichting Nederlandse Top 40 en GfK Mega Charts. Sinds begin januari 2007 worden Top 40 en Tipparade samengesteld door SoundAware, onder toezicht van een bestuurslid van de Stichting Nederlandse Top 40.

### Verkopen
Bij de start van de Top 40 in 1965 gaven de singleverkopen (en later ook de cd-verkopen) een betrouwbaar beeld van de populariteit van de hits in de leeftijdsgroep 13 tot 35 jaar. Tot 1999 werd de Top 40 wekelijks samengesteld alleen op basis van de verkoopcijfers. Van februari 2014 tot en met december 2018 werden alleen nog de winkelverkoopcijfers van Media Markt meegenomen.

### Downloads
Sinds de Top 40 van 7 mei 2005 werden legaal gedownloade singles ook in de samenstelling van de Top 40 meegewogen. De downloadcijfers zouden makkelijk te manipuleren zijn en gaven uiteraard slechts een representatief beeld van het legale downloadgedrag. Omdat streaming in populariteit toenam, is in februari 2014 ook besloten om downloads helemaal niet meer mee te nemen in de samenstelling.

### Airplay
Net als andere grote hitlijsten in Nederland (de 538 Top 50 en de inmiddels opgeheven Mega Top 30), maar in tegenstelling tot de B2B Single Top 100, telt airplay ook mee in de samenstelling: hoe vaker een plaat op de radio gedraaid wordt, hoe hoger deze in de Top 40 staat. Sinds de Top 40 van 10 juli 1999 wordt airplay meegeteld. Om te voorkomen dat één bepaald radiostation een te groot stempel op de lijst zou kunnen drukken, telt de Top 40 de airplay gewogen mee van NPO Radio 1, NPO Radio 2, NPO 3FM, NPO Radio 5, NPO FunX, Radio 538, Radio Veronica, Radio 10, Qmusic, Sky Radio, SLAM! en 100% NL. De Top 40 kent dus een andere weging van airplay dan de 3FM Mega Top 30 en de 538 Top 50. De airplay- en luistercijfergegevens worden aangeleverd door het Kijk- en Luisteronderzoek (KLO).
Vanaf 2017, week 40, brengt de Stichting Nederlandse Top 40 drie nieuwe hitlijsten: de Airplay Top 40, de Global Top 40 en de Streaming Top 40. De Stichting Nederlandse Top 40 komt met de nieuwe hitlijsten om meer inzicht te geven in de consumptie van muziek.

#### Airplay Top 40
“De muzieksamenstelling van radiostations is gebaseerd op gedegen en diepgaand onderzoek naar de muzikale voorkeur van de luisteraar. De uitkomsten daarvan vertalen zich in afspeelmomenten op de radio en tonen muziekconsumptie vanuit een ander perspectief; zichtbaar in de Airplay Top 40 die iedere dinsdag gepubliceerd zal worden”, aldus De Zwart.

### Streaming
Sinds februari 2014 worden streaminggegevens van Spotify, Deezer en Juke meegenomen.

#### Streaming Top 40
Erik de Zwart, voorzitter van de Stichting Nederlandse Top 40, ziet dat er een steeds grotere diversiteit is ontstaan in de manier waarop muziek wordt geconsumeerd: "We zien dat streaming de afgelopen jaren een enorm hoge vlucht heeft genomen en een bijzondere dynamiek laat zien. Die beweging gaan we nu iedere donderdag laten zien in een hitlijst die is gebaseerd op de actualiteit van de belangrijkste streamingplatformen."

### Consumentenonderzoek
Op 1 november 2008 werd ook het CMO (Continu Muziek Onderzoek) onderdeel van de wekelijkse samenstelling van de 40 populairste liedjes. Onderzoeksbureau DVJ Insights verzorgde het CMO. Het mat wekelijks de muziekvoorkeur van 200 (steeds wisselende) deelnemers tussen de 13 en 39 jaar aan een muziekpanel, representatief voor de Nederlandse bevolking, waarbij het ging om liedjes die niet ouder waren dan tien weken. Het bestuur van de Stichting Nederlandse Top 40 besloot tot deze stap omdat:
- steeds vaker populaire artiesten hun liedjes niet meer op single-cd beschikbaar stellen;
- manipulatie van de verkoopcijfers via zgn. "instores" een toenemende vertekening geeft van de populariteit van een liedje. Bij de instores zingen artiesten hun potentiële hit in een winkel waarna er gelegenheid is tot het kopen en laten signeren van de single. Op die manier wordt een hoge plek in de hitlijst gestimuleerd.

Sinds 1 januari 2016 wordt consumentenonderzoek niet meer meegeteld in de samenstelling van de Top 40.

### Sociale media
Sinds de lijst van 10 januari 2015 telt de Top 40 ook sociale media mee bij de samenstelling, namelijk de diensten Twitter, Facebook, Instagram en YouTube. Alle onderzoeksresultaten worden wekelijks verzameld door SoundAware.
Door de jaren heen is er altijd kritiek geweest op de manier van samenstellen van de Top 40. Zo vindt men dat airplay te zwaar wordt meegewogen. Ook zou het moeilijker zijn om de hits van nu te vergelijken met de hits van vroeger (in, bijvoorbeeld, een aller tijdenlijst). De aanpassingen in de samenstelling van de Nederlandse Top 40 zouden moeten leiden tot een beter en natuurgetrouwer beeld van de muzikale voorkeur van het jongere deel van de Nederlandse bevolking.

## Regels

### (Super)stipnotering
In de lijst wordt met een zogenaamde "stip" aangegeven welke platen zich snel omhoog bewegen. Een stip wordt gegeven aan hits die: 
- Binnenkomen in de top 30;
- Drie of meer plaatsen stijgen in/naar de top 30;
- Eén of meer plaatsen stijgen in/naar de top 10.

Sinds de lijst van 20 augustus 1983 worden - naast stipnoteringen - ook superstipnoteringen toegekend aan hits die:
- Binnenkomen in de top 25;
- Tien of meer plaatsen stijgen in/naar de top 25;
- Vijf of meer plaatsen stijgen in/naar de top 10.

In het verleden werd de hoogste binnenkomer aangeduid als "klapper van de week".
Sinds 2012 gelden er geen specifieke regels meer voor de hitlijst. Op elk van de onderstaande regels, die daarvoor wel golden, is in dat jaar wel een of meer uitzondering(en) gemaakt:
- Vanaf eind 1971 dienden singles minimaal twee weken in de lijst te staan. Toch zijn er op deze regel twee uitzonderingen geweest: in oktober 1994 stond Yesterday, when I was mad van Pet Shop Boys door een fout in de samenstelling één week genoteerd en eind september 2007 verkocht 4 meiden van Kus te weinig om een tweede week notering te halen.
- Met superstip genoteerde singles mochten de week erop niet zakken. Als een superstipsingle eigenlijk had moeten zakken, diende die single te blijven staan. Deze regel kon echter niet altijd toegepast worden, bijvoorbeeld als er geen plaats was.
- Re-entry (een single die eerst verdwenen was en later opnieuw genoteerd stond in de lijst) vond alleen plaats wanneer de single bij de eerste 30 uitkwam, anders werd deze genegeerd.

Re-entry's kwamen sinds 2005 niet meer voor. Tot Michael Jackson in 2009 overleed. Sindsdien kwamen re-entry's alleen postuum voor, maar vanaf 2012 zijn 'normale' re-entry's vaker voor gaan komen.

## Uitzendingen
Sinds 4 januari 2019 is de Nederlandse Top 40 elke vrijdagmiddag van 14.00 tot 18.00 uur te beluisteren op de Nederlandse commerciële radiozender Qmusic en wordt gepresenteerd door Domien Verschuuren. Naast de 40 populairste platen bevat het programma enkele vaste onderdelen. Zo wordt rond 15.50 uur de Alarmschijf van de komende week bekendgemaakt, die door Qmusic wordt gekozen, en wordt er geregeld een 'tip voor de top' gedraaid, vaak afkomstig uit de Tipparade.
Op zaterdag wordt de lijst, zonder de vaste onderdelen, in de herhaling uitgezonden door Stephan Bouwman van 15.00 tot 18.00 uur.

### Top 40 update
Sinds 2 januari 2019 presenteert Domien Verschuuren elke maandag t/m donderdag om 18.00 uur op Qmusic de Top 40-update. Hierin zijn vier op dat moment populaire platen te horen. De Top 40-update wordt gebaseerd op nieuwe uitgaven, actuele onderwerpen en duimpjes omhoog of omlaag die luisteraars kunnen geven in de app en op de website van Qmusic.

### Presentatoren
N.B.: invallers worden hier niet vermeld.

#### Radio Veronica(2 januari 1965 t/m 31 augustus 1974)
- Joost den Draaijer (1965-1968)
- Jan van Veen (1968-1970)
- Lex Harding (1970-1974)

#### Radio Mi Amigo(september 1974)
Radio Mi Amigo zond de Top 40 tot en met 1978 elke zondagmiddag uit. Waar er bij de publieke omroep slechts één uur zendtijd per week beschikbaar werd gesteld voor de Top 40, kon Radio Mi Amigo de lijst volledig uitzenden. Dit was echter niet legaal.
- Frans van der Drift (1974)

#### Hilversum 3(TROS) (3 oktober 1974 t/m 20 mei 1976) /Hilversum 3(VOO) (28 mei 1976 t/m 29 november 1985) /Radio 3(VOO) (6 december 1985 t/m 18 december 1993)
- Ferry Maat (1974-1976)
- Lex Harding (1976-1989)
- Erik de Zwart (1989-1992)
- Gijs Staverman (1992-1993)

#### Radio 538(18 juni 1993 t/m 28 december 2018)
- Erik de Zwart (1993-2002)
- Wessel van Diepen (2003-2006)
- Jeroen Nieuwenhuize (2006-2018)
- Ivo van Breukelen (2018)

#### Qmusic(4 januari 2019 - heden)
- Domien Verschuuren (2019 - heden)

## Het gedrukte exemplaar

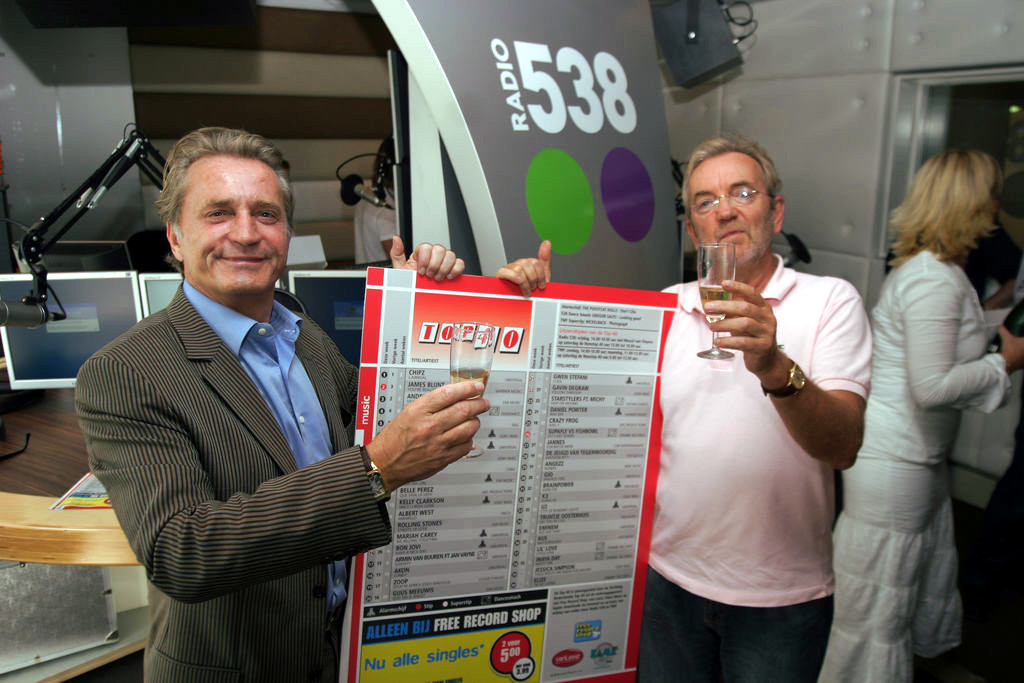
Hans Breukhoven en Lex Harding presenteren op 2 september 2005 de opnieuw gedrukte versie van de Top 40.

Vanaf de tweede uitzending, op 9 januari 1965, was de Top 40-lijst ook wekelijks in gedrukte vorm (het gedrukte exemplaar) bij veel platenwinkels verkrijgbaar. In 2003 werd hiermee gestopt vanwege de hoge kosten. Van 2 september 2005 tot en met 31 mei 2008 werd de Top 40 in een wekelijkse uitgave van de Free Record Shop opgenomen, waarbij ook de samenstelling werd gewijzigd: alleen singleverkopen van de Free Record Shop Holding (FRS, Van Leest en Fame) werden nog meegeteld. Op 31 mei 2008 verscheen de Top 40 voor het laatst in het FreeChartsexemplaar. De publicatie ervan was stopgezet na het opzeggen van de overeenkomst tussen Free Record Shop en Stichting Nederlandse Top 40. Met ingang van augustus 2008 verscheen weer wekelijks een gedrukt exemplaar (met de Tipparade op de achterkant) dat in de winkels van Music Store verkrijgbaar was t/m oktober 2010 (juni en juli 2008 werden later nagedrukt). Vanaf 22 januari 2011 was het gedrukte exemplaar wekelijks te verkrijgen in alle filialen van Media Markt, totdat zij geen sponsor meer waren. Sinds 2019 is het gedrukte exemplaar alleen te verkrijgen door middel van een abonnement via Museum RockArt.

### Speciale uitgaven
Van het gedrukte exemplaar van 26 december 1970 (Kersteditie genoemd) is bekend dat er twee versies bestaan, de ene met normale Alarmschijfsymbolen, de ander met kerstkaarsen in plaats van de gebruikelijke Alarmschijfsymbolen. Het andere opmerkelijke feit van deze lijst is dat deze geheel identiek is aan de week daarvoor. Het commentaar onder aan deze Top 40-lijst liet daar ook geen twijfel over bestaan: "Kerstmis valt dit jaar op de piekdagen in platenverkoop, wij hebben daarom de Top-40 ongewijzigd gelaten." Ook de Tipparade van die week was ongewijzigd gelaten.

## Verzamelalbums
Van 1976 tot en met 1990 zijn door EMI jaarlijks de verzamelalbums Het beste uit de Top 40 van het jaar op vinyl dubbel-lp uitgebracht. Het album van 1989 was eenmalig een drie-dubbel-lp. Vanaf 1986 tot en met 1995 en in 2002, 2007, 2008 en de laatste in 2009 zijn de verzamelalbums o.a. door EVA (EMI, Virgin en Ariola), Arcade, RPC Entertainment en Universal op cd uitgebracht.

## Tune van de Top 40
De begintune van het programma met de Top 40 is afkomstig uit het nummer Blue Tango van het orkest van Sid Ramin, gecomponeerd door Leroy Anderson en Mitchell Parish. Het eind van dit nummer werd voor de tune aan de eerste minuut van Blue Tango geplakt. Nog steeds zijn er delen uit deze tune herkenbaar in de huidige versie, die overigens meer beat heeft gekregen.

## Onderscheiding en waardering
De uitzending van de Nederlandse Top 40 op de vrijdagmiddag, destijds Radio 538, is in 2009 onderscheiden met een Marconi Award voor het beste radioprogramma in Nederland van het afgelopen jaar.
Almere heeft een eigen Top 40 Plein. Dit was een cadeau van de gemeente aan de Stichting Nederlandse Top 40, omdat de Top 40 op 2 januari 2005 precies veertig jaar bestond. Op die dag werd het straatbord officieel onthuld door de Almeerse burgemeester Annemarie Jorritsma en dj Erik de Zwart. Die laatste presenteerde de hitlijst zelf jarenlang op zowel de publieke radio (Hilversum 3 en Radio 3) en televisie (Nederland 2) en de commerciële radio (Radio 538) en televisie (TMF). Het Top 40 Plein ligt in de Almeerse Muziekwijk.
Naar aanleiding van de Ere-Zilveren Reissmicrofoon die de Top 40 in 2021 kreeg, werd het radioprogramma in juni 2023 met twee glasplaten geëerd in de Wall of Fame van Beeld & Geluid in Hilversum. Op de twee glasplaten staan "Mister Top 40" Erik de Zwart en oprichter Willem van Kooten.

## Boeken
- Hitdossier
- van Breda, B: Top 40 – Het gedrukte exemplaar 1965-1974. BR Music (2005). ISBN 9789059710207

(met alle Top 40-lijsten uit de eerste 10 jaar)
- van Slooten, Johan: 500 Nr. 1 Hits uit de Top 40. Becht (1997) ISBN 9789023009443